# Veljko Kadijević
Veljko Kadijević (cirill betűkkel: Вељко Кадијевић, Glavina Donja, 1925. november 21. – Moszkva, 2014. november 2.) a Jugoszláv Néphadsereg (JNA) szerb tábornoka volt. 1988-tól 1992-es lemondásáig a jugoszláv kormány védelmi minisztere volt,ami miatt a szlovéniai tíznapos háború és a horvátországi háború kezdeti szakaszában a JNA de facto főparancsnoka lett. 

## Élete
Veljko Kadijević 1925. november 21-én született Glavina Donja faluban, Imotski közelében, a Szerb-Horvát-Szlovén Királyságban. Apja Dušan Kadijević szerb, anyja Janja Patrlj horvát nemzetiségű volt. Kadijević önmagát „jugoszláv-barát szerbnek” vallotta. A második világháború alatt, miután1941-ben a tengelyhatalmak megtámadták Jugoszláviát, csatlakozott a jugoszláv partizánokhoz. 1943-ban csatlakozott a Jugoszláviai Kommunista Párthoz (KPJ). Szinte azonnal azt a feladatot kapta, hogy fontos feladatokat lásson el. Először ifjúságpolitikával foglalkozott Imotskiban, később a tizenkilencedik észak-dalmát hadosztály, majd a 26. dalmát hadosztály politikai osztályának tagja. Később az első dalmát rohamdandár politikai komisszár-helyettese és a 26. dalmát hadosztály politikai komisszár-helyettese volt. 
A vela lukai Ivan Andrijić nyugalmazott JNA ezredes szerint Kadijević harcosként nem szerzett hírnevet a partizánok között. Amikor Imotskiban megalakult a 9. dalmát hadosztály, Veljko Kadijević is ott volt. A hadosztály azonnal harci küldetésre indult Boszniába, hogy egy számszerűen erősebb és jobban felszerelt ellenség ellen harcoljon. Amikor a hadosztály elérte Vrgoracot, észrevették, hogy Kadijević időközben megszökött. Közönséges katona volt, így senkit sem izgatott a dolog, de ha elkapják, dezertőrként lelőtték volna, ami partizánok között gyakorlat volt. A volt elvtársak között később tört ki a botrány, mert kisebb rangokat értek el, míg Kadijević gyorsan előretört a katonai hierarchiában, és tudás nélkül is elérte a tábornoki rangot.
A háború befejeztével Kadijević a Jugoszláv Néphadseregben folytatta hivatásos szolgálatát, ahol a hadosztály politikai komisszárja volt. Elvégezte a belgrádi Katonai Akadémiát, majd a JNA  Katonai Akadémia tanára, hadosztályparancsnok, hadtest vezérkari főnök, majd hadseregparancsnok-helyettes volt. 1963-ban Kansas állambeli Fort Leavenworthben az Amerikai Hadsereg Parancsnoki és Vezérkari Főiskoláján végzett.

## Védelmi miniszterként
Kadijević 1988. május 15-én lett a Jugoszláv Szocialista Szövetségi Köztársaság ötödik védelmi minisztere.A Jugoszláv Kommunisták Szövetsége összeomlása után a Kommunisták Szövetsége – Mozgalom Jugoszláviáért nevű párt egyik alapítója volt. 1991 májusában kijelentette, hogy ha a szövetségi és köztársasági tisztviselők „nem tudják biztosítani a békét, a jugoszláv fegyveres erők ezt maguk is hatékonyan meg tudják tenni.” Ténylegesen irányította, illetve más módon tényleges ellenőrzést gyakorolt a JNA és Területvédelem (TO) egységei és az önkéntes egységek felett, amelyek a JNA-val összehangoltan és annak felügyelete alatt működtek. 
1991. március 12-én Jugoszlávia szövetségi védelmi minisztereként részt vett a Jugoszláv Szocialista Szövetségi Köztársaság elnöksége a Legfelsőbb Parancsnokság együttes ülésén, amelyen részt vett még: Blagoje Adžić tábornok, Bogić Bogićević (az elnökség bosznia-hercegovinai tagja), Stane Brovet tengernagy, Nenad Bućin (az elnökség montenegrói tagja), Borislav Jović (az elnökség szerbiai tagja), Jugoslav Kostić (elnökség vajdasági tagja), Stjepan Mesić (az elnökség horvátországi tagja), Riza Sapunxhiu (az elnökség koszovói tagja) és Vasil Tupurkovski (az elnökség macedóniai tagja). Azon az ülésen Kadijević tábornok kijelentette, hogy a polgárháború kirobbantásával megteremtődnek a feltételek a külső beavatkozáshoz és a bábrendszerek végleges felállításához a Jugoszláv Szocialista Szövetségi Köztársaság (SFRJ) területén, és a rideg valóság, mint 1941-ben is, ezzel szembesíti az SFRJ fegyveres erőit. Megjegyezte, hogy a külföldi tényező már nagyon a küszöbön áll, bejelentette katonai jelenlétét, és vannak még hazai, fasiszta, usztasa, csetnik, fehérgárdista, szatelit és bolgár erők is. Ezen az ülésen az SFRJ Fegyveres Erői és a Legfelsőbb Parancsnokság nevében a következő javaslatokat terjesztette elő a jugoszláviai válság megoldására:
1. Az elnökség azonnal hozzon döntést a szükségállapot bevezetéséről az SFRJ teljes területén, és függessze fel az összes olyan normatív aktust, amely ellentmond a Jugoszlávia alkotmányának és a szövetségi törvényeknek.
2. Döntsön a fegyveres erők harckészültségének – ideértve egyes egységek mozgósítását is – olyan szintre emeléséről, amely a Legfelsőbb Parancsnokság Parancsnokságának értékelése szerint garantálja a polgárháború megelőzését. Sikeres ellenállás minden külföldi katonai beavatkozásra irányuló kísérlettel szemben, és a jugoszláv válság békés, demokratikus, megoldása feltételeinek biztosítása Jugoszlávia alkotmánya és törvényei alapján.
3. Az ország sérült védelmi rendszerének sürgős alkotmányos keretekbe helyezése. Az illegális fegyveres erők leszerelése és feloszlatása az elnökség 1991. január 9-i rendelete szerint. Az SFRJ elnöksége álláspontjainak és határozatainak maradéktalan végrehajtása a területvédelem irányításában, és a katonai kötelezettségek az SFRJ fegyveres erőinek joghatósága alá helyezése.
4. Sürgősen folytassák a politikai megbeszéléseket az SFRJ jövőbeni berendezkedéséről, és azokban a köztársaságokban, amelyek vezetése úgy dönt, hogy kiválnak, szervezzenek népszavazást, ahol minden népnek megadják a lehetőséget, hogy közvetlenül és szabadon, mindenféle diktatúra és többségi magatartás nélkül kifejezze magát.
5. A népszavazáson kinyilvánított népakarat nyomán a lehető legrövidebb időn belül, de legkésőbb hat hónapon belül fogadja el a jugoszláv állam alkotmányát, szervezzen többpárti választásokat és alakítson ki új hatóságokat. A jövő jugoszláv társadalmát többpárti típusú parlamentáris demokráciaként építeni, minden ideológiai nézet és monopólium nélkül.
A Legfelsőbb Parancsnokság parancsnokságának javaslatait az ülés végén nem fogadták el egyhangúlag.
Miután 1992. január 6-án lemondott szövetségi védelmi miniszteri posztjáról, visszavonultan élt Szerbiában.

## Vádemelések
A volt Jugoszláviával foglalkozó nemzetközi büntetőtörvényszék (ICTY) 2001 tavaszán megpróbálta felvenni vele a kapcsolatot. Tanúként akarták behívni, de másnap Moszkvába menekült. 2005-ben kérelmezte a menekültstátuszt, és 2008. augusztus 13-án Dmitrij Medvegyev elnök rendeletével orosz állampolgárságot kapott.
Kadijević ellen az első vádemelést 1992 novemberében Belovárban, a másodikat 2002-ben Vukovárban tették, míg a harmadikat 2006 májusában tette az Eszék-Baranya megyei főügyész. 2007. március 21-én a horvát belügyminisztérium elfogatóparancsot adott ki ellene „polgári lakosság ellen elkövetett háborús bűnök” miatt. Március 23-án az Interpol is elfogatóparancsot adott ki ellene . Miután Kadijević megkapta az orosz állampolgárságot, a horvát kormány kérelmet intézett Oroszországhoz a kiadatása iránt. Marko Attila Hoare, az ICTY volt alkalmazottja szerint egy nyomozócsoport dolgozott a „bűnszövetség” magas rangú tagjai, többek között Slobodan Milošević, Kadijević, Blagoje Adžić, Borisav Jović, Branko Kostić és Momir Bulatović elleni vádemeléseken. Carla del Ponte közbenjárására azonban ezeket a tervezeteket elutasították, és a vádemelés csak Miloševićre korlátozódott.

## 2007-es interjúi
A közérdeklődés Kadijević és holléte iránt 2007-ben ismét felerősödött. Akkoriban azt feltételezték, hogy Floridában, az Egyesült Államokban él, ami hamisnak bizonyult. 2007 márciusában a horvát sajtó látszólag ellentmondásos információkat közölt: Kadijević az Egyesült Államok hadseregének különleges tanácsadójaként dolgozott az iraki bunkerek felkutatásában, Moszkvában pedig Dmitrij Jazov vendégeként tartózkodik. 2007. március 26-án a horvát hírportál interjút közölt Kadijevićtyal, amelyben megerősítette, hogy az iraki koalíció katonai tanácsadója, de minden további megjegyzés vagy magyarázat nélkül kijelentette, hogy ez „nem jelenti azt, hogy állandóan ott tartózkodik”, 2007. október elején Kadijević Moszkvában bukkant fel, ahol részt vett legújabb könyvének, a „Kontraudar: Moj pogled na raspad Jugoslavije” bemutatóján. Ezt követően a 81 éves Kadijević a szerb és a horvát médiának is adott interjút. 2007. november 9-én interjút készített vele Olivera Jovićević újságíró, az RTS szerb közszolgálati műsorszolgáltató munkatársa. Az interjút 2007. november 13-án főműsoridőben Upitnik című műsorának különkiadásaként sugározták. Már másnap, november 14-én a horvát rádiótelevízió újságírója, Josip Sarić is interjút készített vele.
Ezekben az interjúkban Kadijević elmondta, hogy 2000 óta él Oroszországban menekültként. Elmondása szerint csak visszavonulása után értesült a vukovári mészárlásról, mert a hírszerzés vezetője, Aleksandar Vasiljević tábornok nem tájékoztatta őt erről az eseményről. Kadijević azt állította, hogy sem ő, sem a JNA nem követett el háborús bűncselekményt a volt Jugoszláviában, mivel akkoriban ez volt az egyetlen legális fegyveres erő. Kijelentette, hogy ő és a JNA megpróbálták megakadályozni az illegális fegyverkezést és megvédeni Jugoszláviát a feltörekvő szeparatista félkatonai csoportoktól, egyúttal elutasította az ICTY-t mint politikai intézményt, amelynek legitimitását nem ismerte el. Hozzátette, hogy sem ő, sem a JNA soha nem gondolt arra, hogy katonai puccsot szervezzenek a jugoszláv válság megoldására. Ez ellentétben állt Borisav Jović jugoszláviai elnök megjegyzéseivel, aki azt állította, hogy Kadijević és a hadsereg puccsot javasolt a válságból való kilábalásként, de négy nappal később meggondolták magukat. Kadijević válasza erre az volt, hogy „Jović hazudik”. Kadijević megemlítette a Jović irodájában tartott 1991. márciusi találkozót két nappal a Vuk Drašković által Belgrád utcáin szervezett 1991. március 9-i tüntetések után, amelyre Kadijevićet Slobodan Milošević meghívta, ahol Kadijević szerint Milošević azt kérte, hogy a hadsereg katonai puccs révén vegye át az irányítást az országban. Kadijević látszólagos válasza az volt, hogy tájékoztatta Miloševićet arról, hogy ő maga nem tud ilyen döntést hozni, és megvitatja a kérést a hadsereg vezetőivel, majd később tájékoztatja Jović irodáját döntésükről. Kadijević azt mondta, hogy döntésük a puccs ellen szólt, és erről írásban tájékoztatta Jović irodáját. Jović a maga részéről azt állítja, hogy ilyen dokumentum nem létezik.

## Fordítás
- Ez a szócikk részben vagy egészben  a   Veljko Kadijević című angol Wikipédia-szócikk ezen változatának fordításán alapul.  Az eredeti cikk szerkesztőit annak laptörténete sorolja fel. Ez a jelzés csupán a megfogalmazás eredetét és a szerzői jogokat jelzi, nem szolgál a cikkben szereplő információk forrásmegjelöléseként.
- Ez a szócikk részben vagy egészben  a   Veljko Kadijević című horvát Wikipédia-szócikk ezen változatának fordításán alapul.  Az eredeti cikk szerkesztőit annak laptörténete sorolja fel. Ez a jelzés csupán a megfogalmazás eredetét és a szerzői jogokat jelzi, nem szolgál a cikkben szereplő információk forrásmegjelöléseként.